# Спартак-Фортуна (Чернігів)
«Спартак-Фортуна»  — український жіночий футзальний клуб з міста Чернігів, у північній частині країни. У 1998—2008  році виступав у Вищій лізі України з футзалу.

## Хронологія назв
- 1998: «Фортуна-Чексіл» (Чернігів)
- 2003: «Спартак-Фортуна» (Чернігів) – після налагодження співпраці з ФСТ «Спартак» Чернігів
- 2007: «Спартак-Фортуна-УРІ» (Чернігів)

## Історія
Футзальний клуб «Фортуна-Чексіл» заснований 1998 року в Чернігові і представляв місцеву камвольно-суконну фабрику. У сезоні 1998/99 років футзальна команда вийшла на змагання з Вищої ліги України, зайнявши друге місце. У наступному сезоні 2001/02 років команда знову посіла друге місце в чемпіонаті. У наступні три сезони знову посів друге місце. У 2003 році, після налагодження співпраці з ФСТ «Спартак» (Чернігів), назву клубу змінили на «Спартак-Фортуна» (Чернігів). У 2004 році клуб знову зайняв друге місце і вийшов у фінал Кубка України. У сезоні 2007/08 років клуб виступав під назвою «Спартак-Фортуна-УРІ Чернігів» (УРІ — Українсько-Російський Інститут, філія Московського технологічного університету).

## Клубні кольори, форма, герб, гімн
| Білий | Червоний |

Клубні кольори — білий та червоний. Футзалістки зазвичай грають свої домашні матчі в білих футболках, червоних шортах і білих шкарпетках.

## Досягнення
- Вища ліга України
  -  Срібний призер (3): 1998/99, 2001/02, 2002/03, 2003/04
  -  Бронзовий призер (2): 1999/2000, 2000/01

## Структура

### Зала
Свої домашні матчі команда проводить у залі «Текстильник», який знаходиться за адресою вул. Івана Мазепи, 66 у Чернігові.

### Інші секції
Окрім основної команди в клубі функціонує дівоча та дитяча команда, яка виступає в міських турнірах.

### Дербі
- «Ніка-Педуніверситет» (Полтава)
- «Біличанка» (Коцюбинське)